# ベルボライド
ベルボライド (Bel Bolide) はアメリカ合衆国の競走馬。

## 経歴
競走馬時代はジムクラックスステークス、デルマー招待ハンデキャップなど、アメリカ、イギリスで重賞5勝を挙げているほか、イギリスのスプリントG1ミドルパークステークスで2着、2000ギニーで3着と芝・ダートを問わない活躍をした。
競走馬引退後の1986年からカリフォルニア州のゴールデンイーグルファームスタッドで種牡馬となり、初年度産駒からベルズスターレット、インディヴィジュアリストの2頭の重賞優勝馬を送り出した。その後はこれという活躍馬に恵まれず、1996年7月に死亡したが、母の父としてアメリカのスプリント路線で活躍したRicher Scaleや、日本の有馬記念に優勝したマツリダゴッホなどに影響を与えている。

### おもな勝ち鞍
- ジムクラックステークス（イギリスG2）
- デルマー招待ハンデキャップ（アメリカG2）
- カールトンF.バークハンデキャップ（アメリカG2）
- アメリカンハンデキャップ（アメリカG2）
- タンフォランハンデキャップ（アメリカG3）

## おもな産駒
- Bel's Starlet（1987年産 ケンマディーハンデキャップ・アメリカG3）
- Individualist（1987年産 ハリウッドプレヴューステークス・アメリカG3、ヴァーノンO.アンダーウッドステークス・アメリカG3、パロスヴェルデスハンデキャップ・アメリカG3）

### ブルードメアサイアー産駒
- Richer Scale（フランクJ.デフランシス記念ダッシュステークス・アメリカG1など重賞9勝）
- マツリダゴッホ（有馬記念、オールカマー、アメリカジョッキークラブカップ）
- Outperformance（ヒルプリンスステークス・アメリカG3）
- Mistical Plan（フェアグラウンズオークス・アメリカG2）

## 血統表
| ベルボライドの血統（ボールドルーラー系 / Pompey5×5=6.25%） | ベルボライドの血統（ボールドルーラー系 / Pompey5×5=6.25%） | ベルボライドの血統（ボールドルーラー系 / Pompey5×5=6.25%） | （血統表の出典）     | （血統表の出典） |
| 父 Bold Bidder 1962 鹿毛                                   | 父の父Bold Ruler 1954 鹿毛                                 | Nasrullah                                                  | Nearco               | Nearco           |
| 父 Bold Bidder 1962 鹿毛                                   | 父の父Bold Ruler 1954 鹿毛                                 | Nasrullah                                                  | Mumtaz Begum         |                  |
| 父 Bold Bidder 1962 鹿毛                                   | 父の父Bold Ruler 1954 鹿毛                                 | Miss Disco                                                 | Discovery            | Discovery        |
| 父 Bold Bidder 1962 鹿毛                                   | 父の父Bold Ruler 1954 鹿毛                                 | Miss Disco                                                 | Outdone              |                  |
| 父 Bold Bidder 1962 鹿毛                                   | 父の母High Bid 1956 鹿毛                                   | To Market                                                  | Market Wise          | Market Wise      |
| 父 Bold Bidder 1962 鹿毛                                   | 父の母High Bid 1956 鹿毛                                   | To Market                                                  | Pretty Does          |                  |
| 父 Bold Bidder 1962 鹿毛                                   | 父の母High Bid 1956 鹿毛                                   | Stepping Stone                                             | Princequillo         | Princequillo     |
| 父 Bold Bidder 1962 鹿毛                                   | 父の母High Bid 1956 鹿毛                                   | Stepping Stone                                             | Step Across          |                  |
| 母 Lady Graustark 1969 栗毛                                | 母の父Graustark 1963 栗毛                                  | Ribot                                                      | Tenerani             | Tenerani         |
| 母 Lady Graustark 1969 栗毛                                | 母の父Graustark 1963 栗毛                                  | Ribot                                                      | Romanella            |                  |
| 母 Lady Graustark 1969 栗毛                                | 母の父Graustark 1963 栗毛                                  | Flower Bowl                                                | Alibhai              | Alibhai          |
| 母 Lady Graustark 1969 栗毛                                | 母の父Graustark 1963 栗毛                                  | Flower Bowl                                                | Flower Bed           |                  |
| 母 Lady Graustark 1969 栗毛                                | 母の母Inyala 1963 栗毛                                     | My Babu                                                    | Djebel               | Djebel           |
| 母 Lady Graustark 1969 栗毛                                | 母の母Inyala 1963 栗毛                                     | My Babu                                                    | Perfume              |                  |
| 母 Lady Graustark 1969 栗毛                                | 母の母Inyala 1963 栗毛                                     | Roman Ronda                                                | The Rhymer           | The Rhymer       |
| 母 Lady Graustark 1969 栗毛                                | 母の母Inyala 1963 栗毛                                     | Roman Ronda                                                | Roman Matron F-No.20 |                  |

母はアメリカで2勝。父ボールドビッダーは1966年のアメリカチャンピオン古牡馬で、スペクタキュラービッドの父としても知られている。